# Star Wars: Demolition
Star Wars: Demolition è un videogioco diffuso principalmente per la console Playstation One, ambientato nell'Universo espanso di Guerre stellari.

## Il gioco
Il gioco si basa su vari combattimenti tra veicoli in molti luoghi di battaglia ed ha quattro modalità di gioco: battle (battaglia), tournment (torneo), high stakes (classifica) e hunt "a" droid (cattura droidi).

### Personaggi disponibili
- Vade Vox
- Darth Maul (all'inizio da sbloccare)
- Lobot (all'inizio da sbloccare)
- Bossk (all'inizio da sbloccare)
- Malakili (all'inizio da sbloccare)
- Wittin (all'inizio da sbloccare)
- Puguis (all'inizio da sbloccare)
- Tamtel Skreej (all'inizio da sbloccare)
- Kuagga
- Aurra Sing
- General Otto
- Tia and Jea
- Boba Fett

### Pianeti e luoghi di battaglia
- Tatooine, mare di dune
- Tatooine, Mos Eisley
- Hoth
- Naboo
- Morte Nera
- Dagobah
- Yavin 4
- Bespin, Città delle nuvole